# 3D-Druck

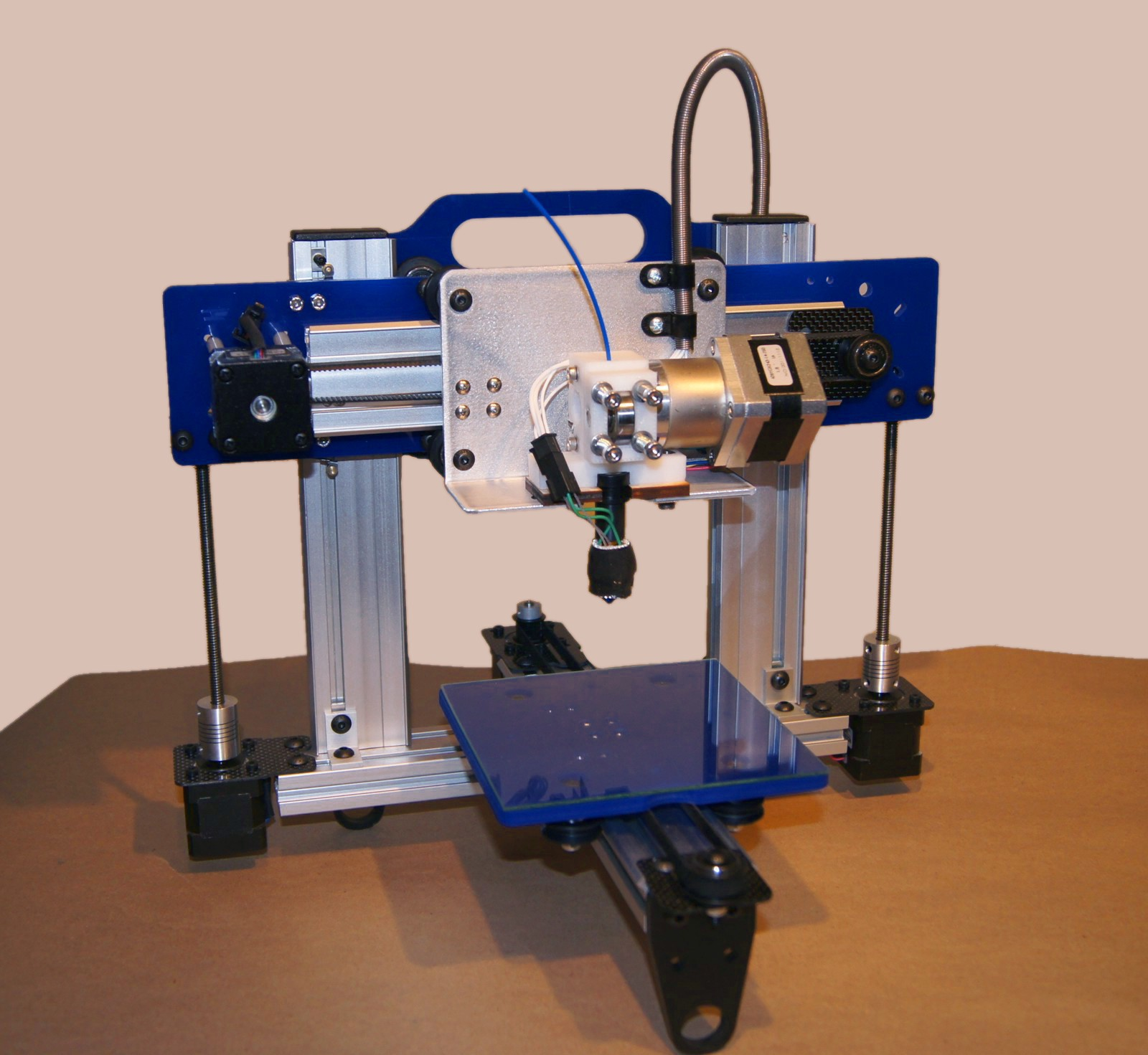
Ein ORDbot Quantum 3D-Drucker

Der 3D-Druck oder die Additive Fertigung bezeichnet Fertigungsverfahren, bei denen Material Schicht für Schicht aufgetragen wird, um dreidimensionale Gegenstände (Werkstücke) zu fertigen.
Die Fertigungsart ist auch bekannt unter Additive Manufacturing (kurz AM);  frühere Bezeichnungen sind Generative Fertigung oder Rapid-Technologien.

## Beschreibung
Beim 3D-Druck erfolgt computergesteuert der schichtweise Aufbau des Bauteils auf Basis von CAD/CAM-Daten, wie bei einer CNC-Maschine. Bei den meisten additiven Fertigungsverfahren werden die Schichten durch Aufeinanderfügen von Lagen aus gleichartigen zweidimensionalen Ebenen erstellt. Es kann auch konzentrisch um einen gedachten Mittelpunkt, einer Rotationsachse oder an beliebigen Punkten von bestehenden Oberflächen aufbauend, selektiv Material neu aufgebracht bzw. verfestigt werden. Beim Aufbau werden physikalische oder chemische Härtungs- oder Schmelzprozesse genutzt.
Werkstoffe für das 3D-Drucken sind Kunststoffe, Kunstharze, Keramiken und aufbereitete Metalle (zum Beispiel in Pulverform). Inzwischen wurden auch Carbon- und Graphitmaterialien für den 3D-Druck von Teilen aus Kohlenstoff entwickelt.
3D-Drucker werden in der Industrie, im Modellbau und der Forschung eingesetzt zur Fertigung von Modellen, Mustern, Prototypen oder Werkzeugen. Daneben gibt es Anwendungen im Heim- und Unterhaltungsbereich, dem Baugewerbe sowie in der Kunst und Medizin.
Der Einsatz dieser Verfahren erfolgt bei der parallelen Fertigung sehr kleiner Bauteile in größeren Stückzahlen, für Unikate bei Schmuck oder in der Medizin- und Dentaltechnik sowie der Kleinserienfertigung oder Einzelfertigung von Teilen mit einer hohen geometrischen Komplexität, auch mit zusätzlicher Funktionsintegration.
Im Gegensatz zu Urformen, Umformen oder subtraktiven Fertigungsverfahren (Zerspanen, Trennen) erhöht sich beim 3D-Druck die Wirtschaftlichkeit mit steigender Komplexität der Bauteilgeometrie und sinkender benötigter Stückzahl.
Gleichzeitig ermöglichen additive Fertigungsverfahren, Produkte effizienter oder auch nachhaltiger herzustellen.
Weitere grundlegende Vorteile gegenüber konkurrierenden Herstellungsverfahren führen zu einer zunehmenden Verbreitung der Technik, auch in der Serienproduktion von Teilen. Gegenüber dem Spritzgussverfahren hat das 3D-Drucken den Vorteil, dass das aufwändige Herstellen von Formen und das Formenwechseln entfällt. Gegenüber allen Material abtragenden Verfahren wie Schneiden, Drehen, Bohren hat das 3D-Drucken den Vorteil, dass der zusätzliche Bearbeitungsschritt nach dem Urformen entfällt. Meist ist der Vorgang energetisch günstiger, insbesondere wenn das Material nur einmal in der benötigten Größe und Masse aufgebaut wird. Weitere Vorteile bestehen darin, dass unterschiedliche Bauteile auf einer Maschine gefertigt und erzeugt werden können.

### Polymerbasierte additive Fertigung
In der Kunststoffverarbeitung haben die additiven Fertigungsverfahren ihren Ursprung. Bereits seit den 1980er-Jahren werden unterschiedliche Technologien eingesetzt und entwickelt. Das Fused Layer Modeling, welches Kunststoffe verarbeitet, ist bereits seit den 1990er Jahren kommerziell im Einsatz. Besonders die Entwicklung von Prototypen aus Kunststoffen steht dabei im Vordergrund. Mittlerweile haben die kunststoffverarbeitenden Verfahren einen Reifegrad erreicht, der die Serienfertigung von Hochleistungspolymeren in zertifizierten Branchen, wie der Luftfahrt oder der Medizintechnik ermöglicht. Die erreichbare Genauigkeit eines Kunstharz-Druckers betrug Ende 2012 bei der Positionierung 0,043 mm in x- und y-Richtung und 0,016 mm auf der z-Achse.

### Metallbasierte additive Fertigung
Die additive Fertigung von Metallbauteilen kann direkt oder indirekt erfolgen, dabei kann eine breite Palette an Metallen und Legierungen für den 3D-Druck verwendet werden.

#### Direkte additive Fertigung
Bei der direkten Herstellung von Metallbauteilen entsteht das Metallbauteil mit vollwertigen Eigenschaften direkt durch den additiven Aufbau. Auf Grund der Komplexität der Geräte mit Laser, Galvo-Scannern und spezieller Materialanforderungen sind die Investitionen jedoch wesentlich höher als bei der Kunststoffverarbeitung. Neben den hohen Kosten gibt es noch weitere Hürden, die einer großflächigen industriellen Nutzung von 3D-Druckern entgegenstehen, wie zum Beispiel die teilweise noch unzureichende Qualität, eine niedrigere Produktionsgeschwindigkeit oder fehlendes Know-how der Unternehmen.

#### Indirekte additive Fertigung
Bei der indirekten additiven Fertigung wird durch den 3D-Druck lediglich ein Grünling erzeugt, dessen Bindemittel beim anschließenden Erhitzen im Ofen verdampft während das verwendete Metallpulver zum gewünschten Metallbauteil sintert. Dieser Prozess hat eine Ähnlichkeit zum Metallpulverspritzguss (Metal Injection Moulding, MIM), einem konventionellen Fertigungsverfahren der Pulvermetallurgie. Das Verfahren wird auch als sinterbasierte additive Fertigung bezeichnet.

### Nachbehandlung
Wie bei anderen automatisierten Verfahren ist je nach Anwendungsbereich eine Nachbearbeitung notwendig. Verschiedene Methoden der Nachbehandlung werden angewendet, um die Bauteile zu veredeln:
- Beschichtung durch Galvanisierung[13]
- Hybridisierung mit anderen Materialien (zum Beispiel Kohlenstofffasern) oder anderen Halbzeugen (Rohren, Platten, …)

Ein Statusbericht der VDI-Gesellschaft Produktion und Logistik (GPL) vom September 2014 den additiven Fertigungsverfahren oder 3D-Druck bietet eine allgemeine Orientierung.
Innerhalb der Maschinenklasse der digitalen Fabrikatoren stellen die 3D-Drucker die wichtigste Teilklasse der additiven, also aufbauenden Fabrikatoren dar.

## Geschichte
1981 hatte Chuck Hull die Stereolithografie erfunden, und im Jahr 1983 wurde das Verfahren erstmals in die Praxis umgesetzt. Das erste 3D-Konstruktionsprogramm ist seit 1985 erhältlich. Im darauffolgenden Jahr (1986) publizierte Hull die erste Patentanmeldung. Das Prinzip des Lasersinterns wurde 1987 von Carl Deckard (* 1961), Universität Texas, veröffentlicht. 1988 erfanden der Amerikaner S. Scott Crump und seine Frau Lisa das Fused Layer Modeling. 1991 kam die erste Fused Layer Modeling-Anlage auf den Markt. Das selektive Laserschmelzen wurde am Fraunhofer-Institut für Lasertechnik in Aachen von Wilhelm Meiners, Kurt Wissenbach und Andreas Gasser entwickelt und 1996 zum Patent angemeldet. Im Jahr 2000 wurde die Polyjet-Technologie von dem Unternehmen Objet (heute Stratasys) eingeführt.

## Klassifizierung der Fertigungsverfahren
Auf dem Markt existieren zahlreiche 3D-Drucktechnologien. Schon früh wurden 11 verschiedene Verfahren in der VDI-Richtlinie 3405:2014-12 beschrieben, dazu zählen das Laserstrahlschmelzen und das Elektronenstrahlschmelzen für Metalle und das Lasersintern, Thermotransfer-Sintern und Binder Jetting für Polymere, Keramik und Metalle, die Stereolithografie und das Digital Light Processing für flüssige Kunstharze und das Polyjet-Modeling, das Multijet-Modeling sowie das Fused Layer Modeling für Kunststoffe und teilweise Kunstharze. Laut aktueller Norm DIN EN ISO/ASTM 52900:2022-03 werden die Fertigungsverfahren in sieben Kategorien eingeteilt. Beispielhaft werden hier die elf in der VDI 3405 genannten additiven Fertigungsverfahren den Kategorien zugeordnet. Darüber hinaus gibt es eine Vielzahl an etablierten und in Entwicklung befindlichen Verfahren. Diese sind in den jeweiligen Hauptartikeln aufgeführt. Einen Überblick über die Verfahren und die Klassifizierung gibt die Liste der additiven Fertigungsverfahren.

### Freistrahl-Bindemittelauftrag
Zu den Verfahren des Freistrahl-Bindemittelauftrages zählen die additiven Fertigungsprozesse, bei denen ein flüssiges Bindemittel selektiv aufgetragen wird, um pulverförmiges Material zu verbinden. In diese Kategorie fällt unter anderem das Binder Jetting (früher auch 3D-Drucken).

### Materialauftrag mit gerichteter Energieeinbringung
Zum Materialauftrag mit gerichteter Energieeinbringung zählen die additiven Fertigungsprozesse, bei denen gebündelte thermische Energie genutzt wird, um Material, dort wo es aufgebracht wird, zu verbinden. In diese Kategorie fällt unter anderem das Laserauftragschweißen.

### Materialextrusion
Zur Materialextrusion zählen die additiven Fertigungsprozesse, bei denen Material selektiv durch eine Düse oder Öffnung abgelegt wird. In diese Kategorie fällt unter anderem das Fused Layer Modelling.

### Freistrahl-Materialauftrag
Zu den Verfahren des Freistrahl-Materialauftrages zählen die additiven Fertigungsprozesse, bei denen Rohmaterial in Form von Tropfen selektiv abgelegt wird. In diese Kategorie fallen unter anderem das Poly-Jet Modelling und das Multi-Jet Modelling.

### Pulverbettbasiertes Schmelzen
Zu den Verfahren des pulverbettbasierten Schmelzen zählen die additiven Fertigungsprozesse, bei denen thermische Energie selektiv Regionen eines Pulverbettes verbinden oder verschmelzen. In diese Kategorie fallen unter anderem das Laser-Sintern, das Laser-Strahlschmelzen, das Elektronen-Strahlschmelzen und das Thermotransfer-Sintern.

### Schichtlaminierung
Zu den Verfahren der Schichtlaminierung zählen die additiven Fertigungsprozesse, bei denen Lagen (z. B. Platten) eines Materials verbunden werden um ein Bauteil zu formen. In diese Kategorie fällt unter anderem das Layer Laminated Manufacturing.

### Badbasierte Photopolymerisation
Zu den Verfahren der badbasierten Photopolymerisation zählen die additiven Fertigungsprozesse, in denen flüssiges Photopolymer in einem Behälter selektiv ausgehärtet wird, hervorgerufen durch eine Licht aktivierte Polymerisation. In diese Kategorie fallen unter anderem die Stereolithografie und das Digital Light Processing.

### Weitere Kategorien

#### Kombinierte 3D-Druckverfahren
Meist arbeiten 3D-Druckmaschinen nur mit einem Werkstoff oder einer Werkstoffmischung und einem Druckverfahren. Kombinierte Verfahren überwinden diese Einschränkung und ermöglichen beispielsweise die werkzeuglose Produktion von Mikrobauteilen, Fluidik und Mikrosystemen. Über Photopolymerisation werden auf Kunststoffen basierte Mikrobauteile hergestellt. Metallische und andere funktionelle Schichten werden direkt strukturiert und schichtübergreifend integriert. Elektronische Bauelemente wie Prozessoren, Speicherelemente, Sensoren, passive Bauteile und Energiespeicher werden im Stack oder lateral eingebaut und parallel kontaktiert. Versuchsweise wurden schon kombinierte Druckverfahren erprobt. So haben Wissenschaftler der Cornell-Universität die Teile für eine Zink-Luft-Batterie aus mehreren Werkstoffen gefertigt.
Zu den Extrusionsverfahren zählt ein anderes kombiniertes Druckverfahren, die Faserverbund-Coextrusionstechnologie des Luxemburger Unternehmens Anisoprint. Mit einem speziellen – im ungehärteten Zustand niedrigviskosem – Polymer imprägnierte Fasern werden erwärmt, so dass die Polymere aushärten und eine feste, steife Substanz ergeben. Diese derart behandelten Verbundfasern werden zusammen mit Kunststoff durch eine Düse gezogen, so dass der Kunststoff die Fasern miteinander verbindet.

#### Mehrkomponentenverfahren

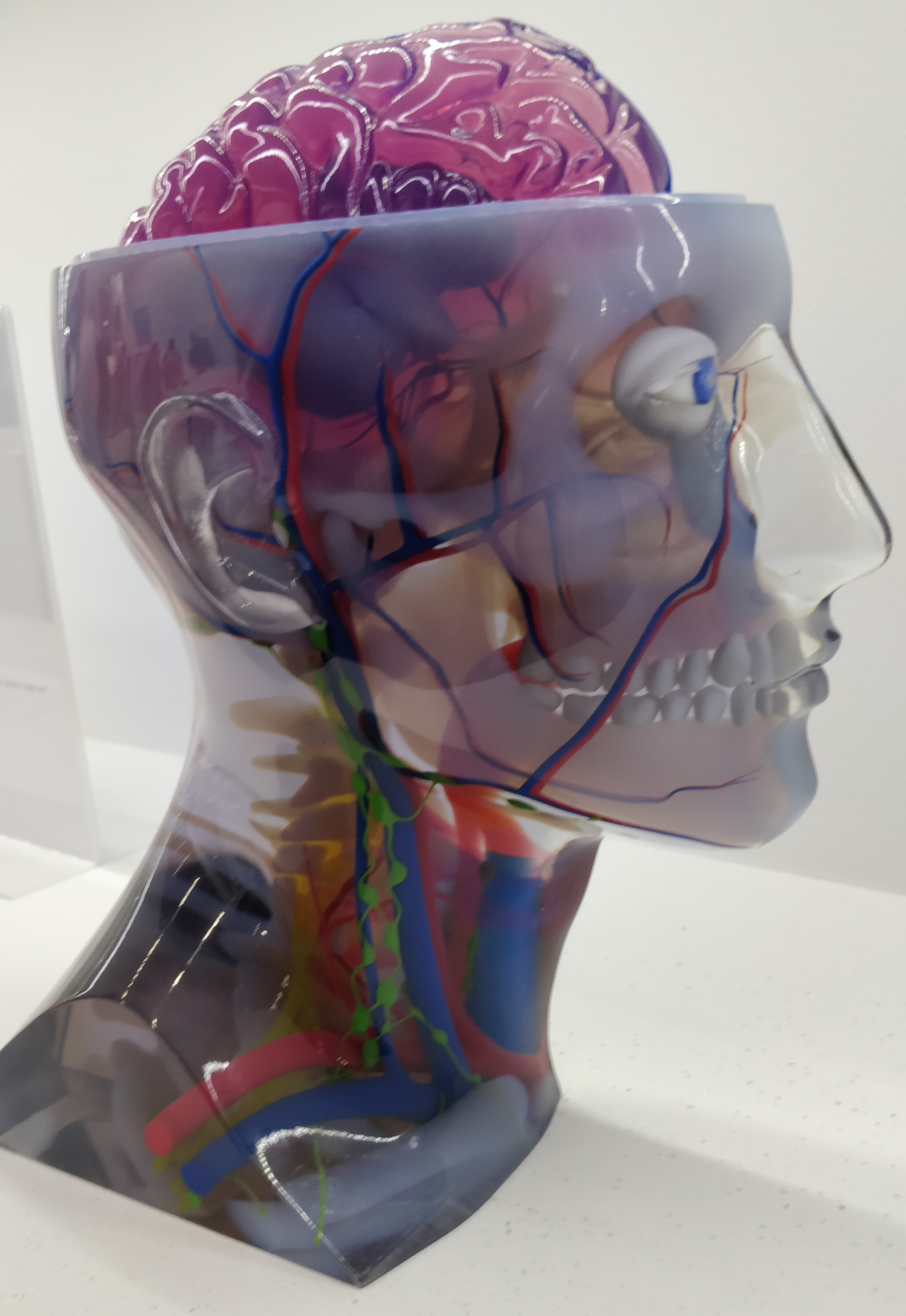
Mittels Multi-Material Jetting hergestelltes Modell eines menschlichen Schädels

Mittels Drucks in zwei Komponenten, von denen später eine, die nur vorübergehende Heftfunktion hat, etwa beim Poly-Jet Modeling durch Wasser herausgelöst oder beim Binder Jetting als loses Pulver aus Fugen geblasen wird, lassen sich einander durchdringende oder formschlüssig verbundene, doch drehbare oder verschiebbare Teile herstellen. Bei der Oberflächenbehandlung gibt es Überschneidungen mit anderen oder ähnlichen Verfahren.
Hewlett-Packard hat Ende Oktober 2014 einen 3D-Drucker mit der Multi Jet Fusion-Technologie vorgestellt. Bei diesem 3D-Druckverfahren werden auf das im Bauraum des 3D-Druckers liegende Pulver verschiedene flüssige Bindemittel aufgesprüht. Die konturierten Flächen – auf denen die Bindemittel aufgetragen wurden – werden über eine Wärmequelle ausgehärtet. Um scharfe Konturen zu ermöglichen, wird ein weiteres Bindemittel verwendet.
Das Drucken von Kunststoffen in unterschiedlichen Härtegraden und Farben ist beim Multi-Jet Modeling und dem von Arburg entwickelten Kunststoff-Freiformen simultan möglich. So können Prozesse in einem Arbeitsgang durchgeführt werden, wo bisher mehrere Fertigungsschritte benötigt wurden. Beispielsweise kann ein Objekt stellenweise mit gummiähnlichen Flächen stoßresistent gemacht werden.
Eine andere Anwendung ist das Fuel Cell Printing des Druckmaschinenherstellers Thieme GmbH & Co. KG aus Teningen, eine Art 3D-Siebdruck mit unterschiedlichen Materialien zur Herstellung von Brennstoffzellen, welche vergleichbar mit Batterien aus mehreren Schichten – wie etwa Isolierschichten und Membranen – aufgebaut werden.

#### Hybridverfahren
Außerdem werden Verfahren in Hybridmaschinen eingesetzt, die 3D-Druckverfahren beispielsweise mit spanabhebenden Verfahren kombinieren. Dazu gehören Maschinen, welche Laserauftragschweißen oder das Metall-Pulver-Auftragverfahren mit Fräsverfahren verbinden und die Bearbeitung eines Werkstückes in einer Aufspannung ermöglichen. Die Bearbeitung in einer Aufspannung bedeutet, dass das Werkstück nur einmal in der Maschine eingespannt/befestigt werden muss, obwohl es mit mehreren Werkzeugen bearbeitet wird. Jede Übergabe an ein anderes Spannwerkzeug kann mit dem Risiko verbunden sein, dass die geforderte Genauigkeit oder die zulässigen Toleranzen nicht mehr eingehalten werden.

## Anwendungsgebiete

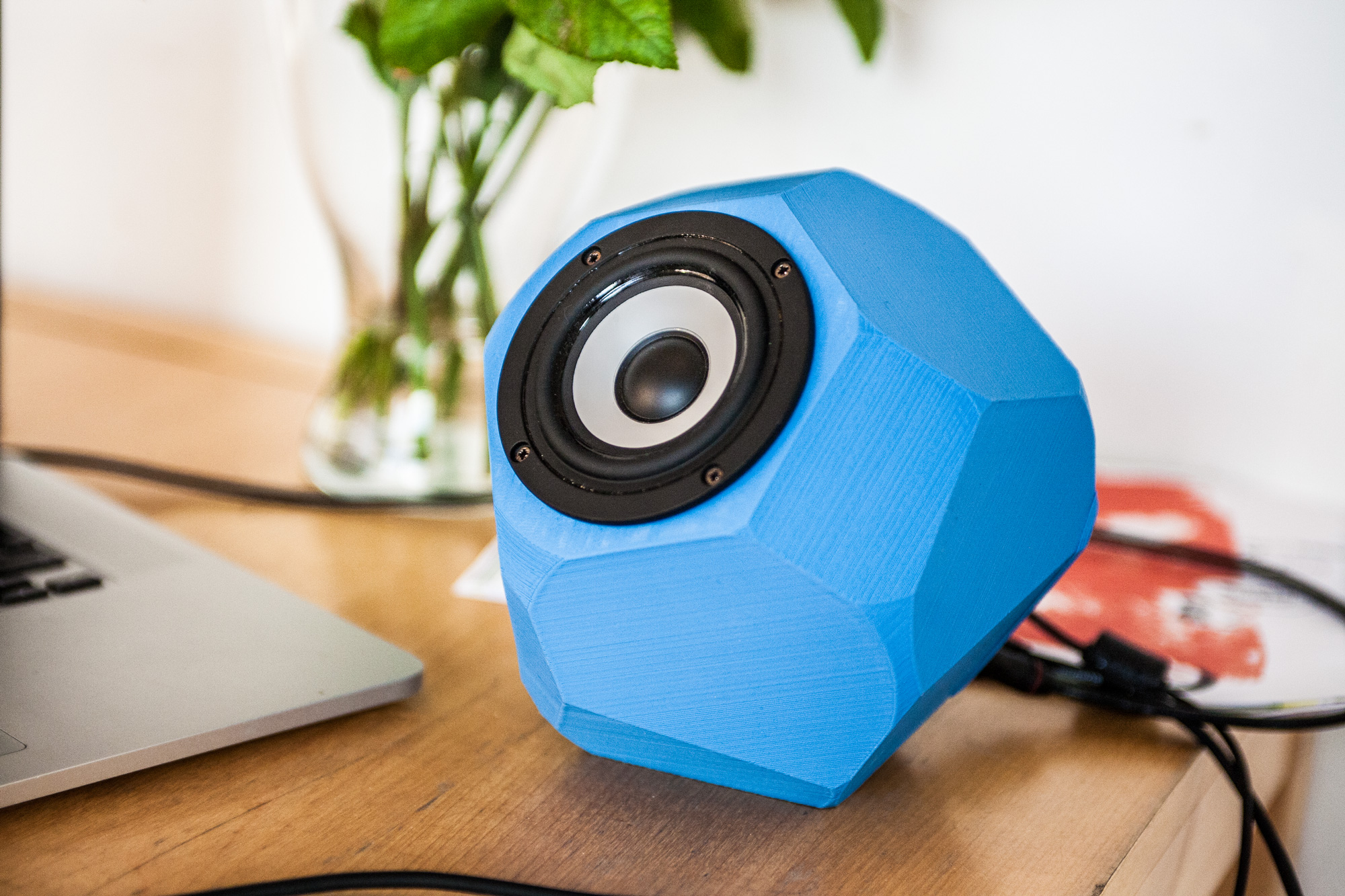
Ein 3D-gedrucktes Lautsprechergehäuse

Die Möglichkeiten und Potenziale der additiven 3D-Fertigung kann man beispielhaft an folgenden Themen und Beispielen aufzeigen:
- Substitution: Klassische Fertigungsstrategien werden um 3D-Druck-Verfahren ergänzt – bestimmende Faktoren der Entscheidung lauten: Losgrößen, Kosten, Zeit und Qualitätsanforderungen oder Komplexität der Bauteile und Funktionsintegration.[36] So verwendet zum Beispiel der Flugzeughersteller Boeing in dem Kampfjet F-18 Hornet 86 Lasersinterteile.[37]
- Ergänzung: Klassische und 3D-Druck-Strategien können verknüpft werden, siehe Hybridbauweise.[38]
- Prototypenbau: In der Luft- und Raumfahrt mit den branchentypischen kleinen Stückzahlen, aber hoher Entwicklungstätigkeit hat ein 3D-Druck Ansatz zahlreiche Vorteile: Versuchsträger, Triebwerke oder metallische Baugruppen entstehen werkzeuglos und schnell. Die Entwicklungsgeschwindigkeit nimmt zu.[39]
- Prothesen/Implantate: In der Medizintechnik ermöglicht der 3D-Druck die Fertigung originalgetreuer Modelle, Implantate und Prothesen. Dabei werden Kunststoffe, Metalle, Mineralien sowie Keramik verwendet, um unterschiedlichste Einsatzmöglichkeiten zu ermöglichen, wodurch sich die Erzeugnisse auch hinsichtlich der Qualität sowie Lebensdauer unterscheiden.[40][41]
- Steigerung der Wirtschaftlichkeit: Im Gegensatz zu Urformen, Umformen oder subtraktiven Fertigungsverfahren, also Trennen, erhöht sich bei 3D-Druck-Verfahren die Wirtschaftlichkeit mit steigender Komplexität der Bauteilgeometrie.[42] Ein, für U-Boote von ThyssenKrupp Marine Systems, entwickelter komplexer Steuerblock für Rohrleitungen soll in Serienproduktion kleinerer Stückzahlen hergestellt werden. Ein solcher Muldensteuerblock wiegt nur noch ein Fünftel so viel wie aus der konventionellen Fertigung. Die additiv gefertigten Bauteile sollen sowohl für den Neubau, als auch als Ersatzteile produziert werden.[43][44][45][46]
- Paradigmenwechsel: In bestimmten Branchen ist der Paradigmenwechsel bereits vollzogen. Bei Entwicklungen in der Luft- und Raumfahrt wird aus Zeit- und Kostenüberlegungen das 3D-Drucken als Standard praktiziert.[47][48] Die Raumfahrtfirma SpaceX fertigt die Brennkammern für die Raketentriebwerke von Dragon V2 mit 3D-Druckern im Laserstrahlschmelzen.[49][50]
- bedarfsnahe Fertigung (dezentral oder zeitlich): Die dezentrale Fertigung (Cloud Producing) und die Fertigung „on demand“ bieten zahlreiche Vorzüge in Bezug auf Kosten und CO₂-Emission. Speziell für die Luftfahrt ist es zukünftig möglich, Ersatzteile „on demand“ zu fertigen ohne Werkzeugvorhaltungen. Das revolutioniert die Logistikkonzepte der Luftfahrtbranche und reduziert die Revisionszeiten von Flugzeugen.[39]
- Herstellungsprozesse können teilweise digital werden: Der Zahnarzt scannt das Gebiss mit einem Interoral-Scanner. Daraus entstehen CAD-Rohdaten, die in einem Dentallabor in Dentalimplantate umgesetzt werden.[38]
- Varietäten- und Unikat-Option: Individuelle Produktlösungen (Unikate), Production-on-demand und größere Losgrößen sind keine Widersprüche. Production-on-demand verändert die Logistikkonzepte und Ersatzteilbevorratungen.[51]
- Bionik und die Veränderungen von Konstruktionsstrategien: Die Geometriefreiheit sorgt für neue Produktideen. Leichtbauansätze und bionische Strukturen werden möglich.[36]
- Werkzeuglose und formlose Fertigung, indem die CAD-Daten mit dem 3D-Drucker umgesetzt werden.[52]
- Möglichkeit, sehr kleine Strukturen zu fertigen.[53]

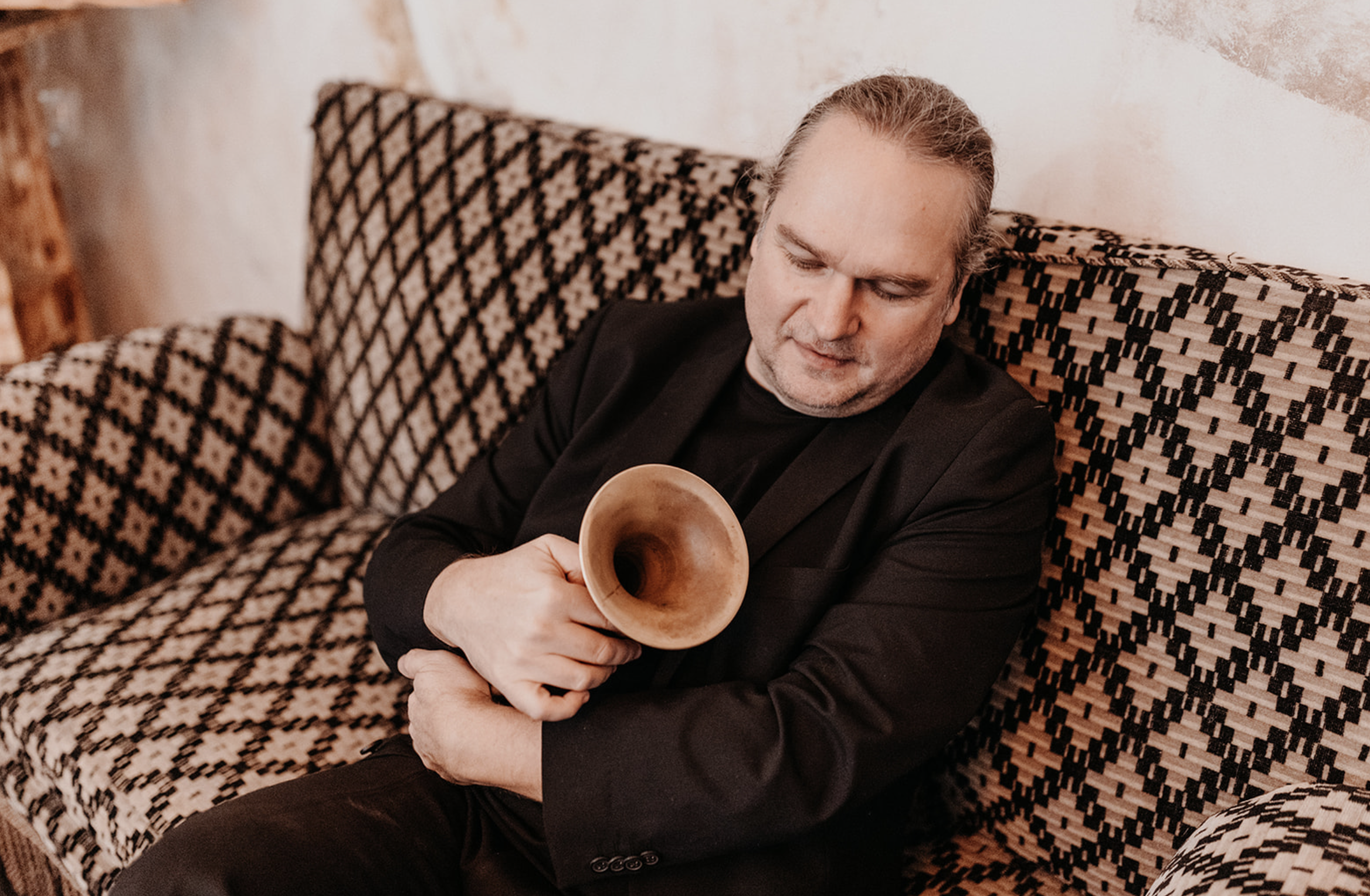
3D-gedrucktes Schneckenhorn von Michael T. Otto

Folgende Bereiche können durch den Einsatz von 3D-Druck zur Herstellung von Prototypen, Modellen, Formen und Einzelstücken oder zur Serienfertigung profitieren:
- Schmuck[55] und Mode (zum Beispiel Schuhe)[56][57]
- Fertigung von Ersatzteilen für den Eigenbedarf
- Modellbau[12]
- Spielwarenindustrie und Fertigung von Sammlerstücken[55]
- Handwerk, z. B. Erstellung von Modellen für den Metallbau
- Film und Unterhaltung[55]
- MINT-Unterricht[55]
- Musikinstrumente[58]

### Industrie

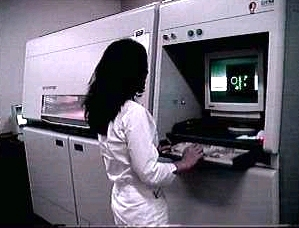
Gerät zum Lasersintern

Additive Fertigungsverfahren werden bereits in verschiedenen Industriebranchen, wie dem Maschinen- und Anlagenbau, der Automatisierungstechnik, dem Automobilbau, der Luft- und Raumfahrtindustrie, sowie dem Schiffbau und der Marinetechnik eingesetzt. Des Weiteren zählen zu den industriellen Anwendungsgebieten die Gießereitechnik, der Werkzeug- und Formenbau, die Elektro- und Elektronikindustrie, die Medizintechnik, die Montagetechnik und die Verpackungsindustrie.
Grundsätzlich ist zu unterscheiden zwischen der Herstellung von Modellen, Prototypen und Einzelstücken einerseits und der Serienfertigung andererseits. 3D-Drucker dienten zunächst vor allem der Herstellung von Prototypen und Modellen (Rapid Prototyping), dann der Herstellung von Werkzeugen (Rapid Tooling) und schließlich von Fertigteilen (Rapid Manufacturing), von denen nur geringe Stückzahlen benötigt werden. In den letzten Jahren wurden die Anwendungsgebiete für die Additiven Fertigungsverfahren auf weitere Felder ausgedehnt.
In Verbindung mit weiteren modernen Technologien wie zum Beispiel dem Reverse Engineering, dem CAD sowie heutigen Verfahren des Werkzeugbaus wird die Verfahrenskette innerhalb der Produktentwicklung auch als Rapid Product Development bezeichnet. Weiterhin wird durch die digitale Schnittstelle der 3D-Drucker und deren automatisierter Fertigungsprozesse eine dezentrale Produktion ermöglicht (Cloud Producing).
3D-Druck-Verfahren werden bisher vor allem dann eingesetzt, wenn geringe Stückzahlen, eine komplizierte Geometrie und ein hoher Grad der Individualisierung gefordert sind. Solche Bereiche sind unter anderem der Werkzeugbau, die Luft- und Raumfahrt oder medizinische Produkte.

### Heimanwendung

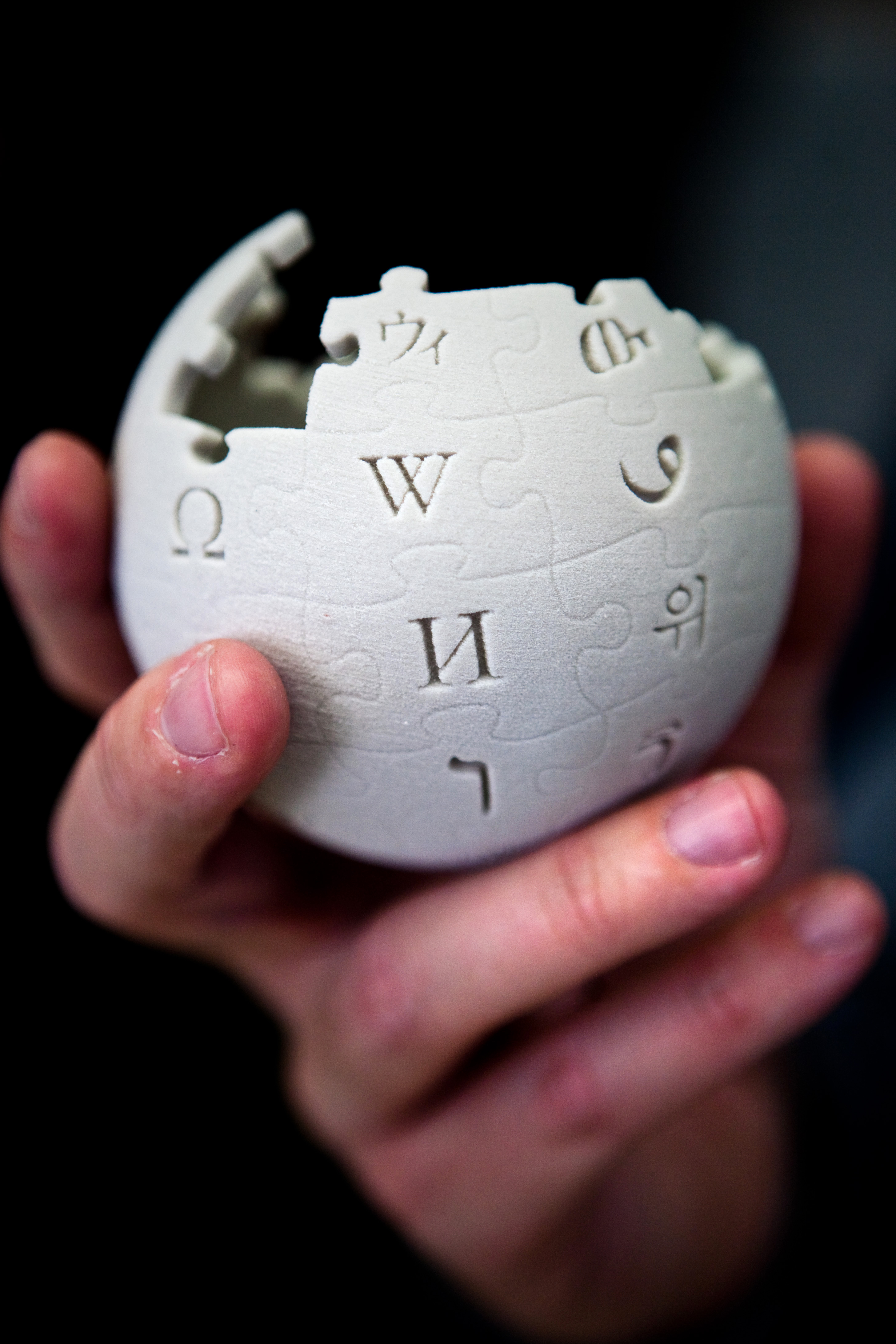
Wikipedia-Globus als 3D-Druck

3D-Drucker für Heimanwender haben Einschränkungen hinsichtlich der Materialien und der möglichen Baugrößen.

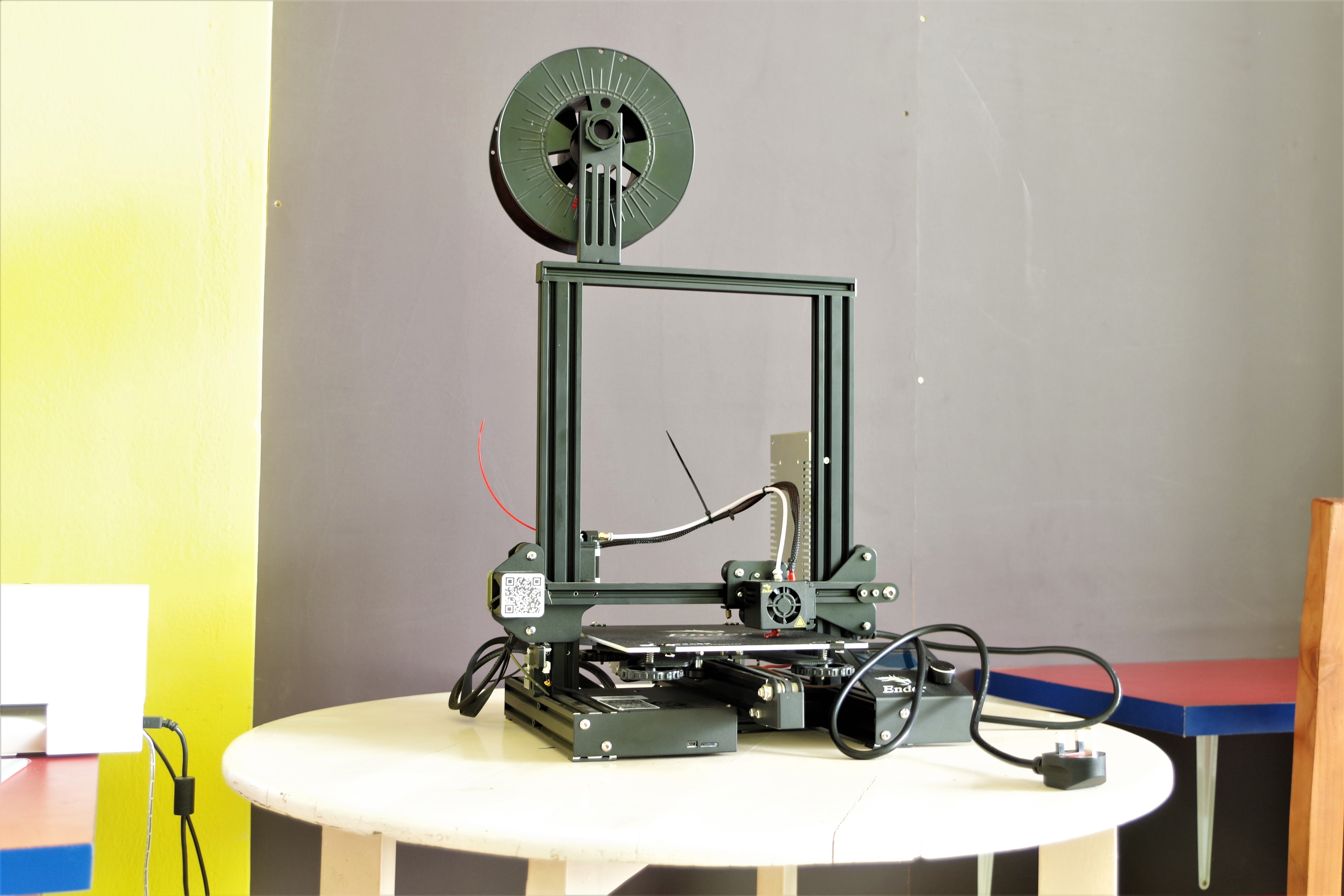
3D-Drucker nach dem FDM-Verfahren für Heimanwender

Die verbreiteten 3D-Drucker für die Heimanwendung verwenden häufig Filament aus Polylactide (PLA) als Material, das sich auf Grund der relativ einfachen Verarbeitbarkeit und des günstigen Preises besonders eignet.
Werden höhere Festigkeiten, Hitzebeständigkeit und Langlebigkeit im Vergleich zu PLA gefordert, eignet sich der Einsatz von ABS, das eine beheizte Druckplatte benötigt und einen höheren Schmelzpunkt von über 220 °C hat. Alternativen zu ABS sind je nach Anwendung PETG und PCTG, die unproblematischer zu drucken sind, oder ASA.
Metall-3D-Druck für die Heimanwendung ist wegen der erforderlichen Nachbearbeitungsschritte nicht üblich. Die für den Hobbybereich angebotenen „Metall“-Filamente weisen, ähnlich wie „Holz“- oder „Stein“-Filamente nur einen gewissen Anteil entsprechender Füllstoffe auf, um eine spezielle optische Anmutung zu erreichen. Für den Modellbau reicht die Auflösung von Filamentdruckern gewöhnlich nicht aus.
Fertige Modelle für den 3D-Druck in Form von CAD-Dateien können von Online-Tauschplattformen wie Thingiverse heruntergeladen werden. Bei der Verwendung von fremden Modellen ist zu beachten, dass auch für den 3D-Druck die Regeln des Urheberrechts gelten, insbesondere bei Patenten und Gebrauchsmustern. Zeitgleich ist die Weiterentwicklung von Heim-3D-Druckern und deren Anwendung eng mit Open-Source-Hardware und freien Lizenzen verbunden.
Es ist möglich, sein Objekt in einem FabLab ausdrucken zu lassen oder die CAD-Datei bei Online-Services hochzuladen und sich sein Produkt nach Hause liefern zu lassen.

### Kunst und Design
Auch in der Kunst- und Designwelt verbreitet sich die Nutzung von 3D-Druck. Künstler kreieren mit Hilfe von 3D-Druckern Skulpturen, Reliefs und andere dreidimensionale Objekte. Künstler setzen die Technologie sowohl zur Erstellung von Prototypen als auch für die fertigen Kunstwerke ein. Der 3D-Druck erweitert das Spektrum, da auch komplexeste Formen möglich sind.

### Wissenschaftliche Laboratorien

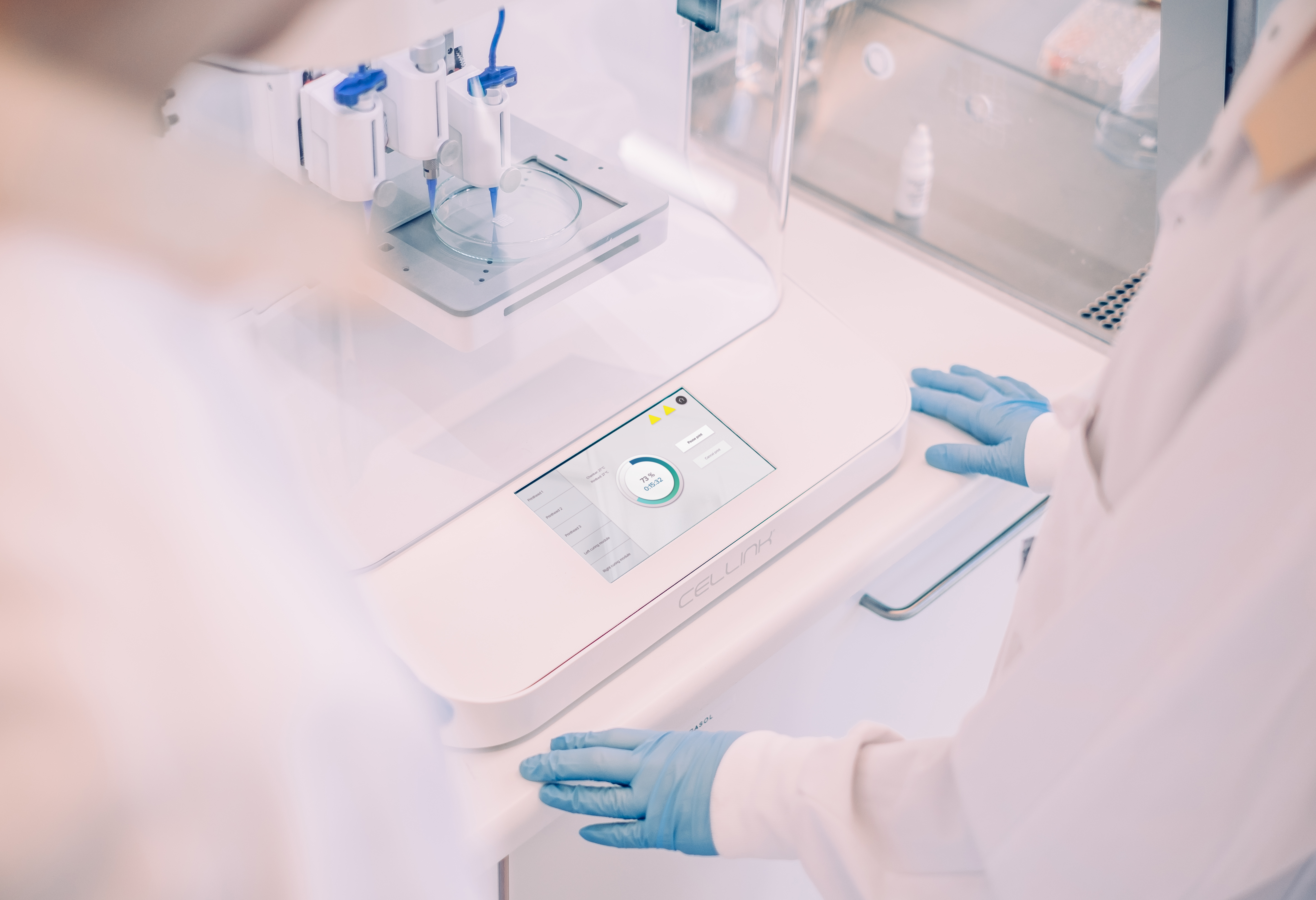
Ein 3D-Bioprinter zum Drucken von Zellmaterial

In biotechnologischen, chemischen und physikalischen Laboren wird der 3D-Druck angewendet, um Reaktionsgefäße, Messapparaturen und Minireaktoren geeigneter Geometrie zu erzeugen. Beispielsweise werden Stopped-Flow-Kammern und Strömungsreaktoren für die Umsetzung von sehr kleinen Volumina im Bereich weniger Milliliter gedruckt. Über die Wahl der Geometrie der Mischkammer kann dabei teilweise das sich bildende Produkt gesteuert werden. Bei dem 3D-Druck von Gefäßen mittels Fused Layer Modeling besteht die Möglichkeit, Reaktanden während des 3D-Druckes in den inneren Hohlraum einzufüllen und so geschlossene Reaktionsgefäße zu erzeugen. Durch den 3D-Druck von Objekten in Form der Geometrie von klassischen Küvetten und Messröhrchen z. B. für die UV/VIS, IR- oder NMR-Spektroskopie in einer Schutzgasatmosphäre können dabei empfindliche Reagenzien eingeschlossen und der Reaktionsverlauf ohne Probenentnahme mit verschiedenen Routinemethoden untersucht werden. Auch in der naturwissenschaftlichen Ausbildung und Lehre werden 3D-gedruckte Modelle eingesetzt. Von besonderem Interesse ist dabei die maßstabsgetreue Wiedergabe der Realität. So können maßstabsgetreue Molekülmodelle in stereochemischen Vorlesungen zur Diskussion von Bindungslängen, Bindungswinkeln und deren Auswirkung auf die Molekülstruktur und Reaktivität herangezogen werden.
Da alle die Dateien aller 3D-Druck-Modelle frei mit Fachkollegen geteilt werden können, befördert die Verfügbarkeit der Technologie zum Teil bedeutende Kosteneinsparungen.

### Architektur und Bauwesen
Die Idee zum Einsatz im Bauwesen entstand aus den Erfahrungen mit Fertighäusern. Damit kann ein Gebäude exakt nach der Computerzeichnung entstehen. Weitere Vorteile können ein geringerer Arbeitsaufwand, geringere Baukosten, höhere Nachhaltigkeit, schnellere Produktion und verbesserte Ermöglichung eines Eigenbaus sein. Wenn dabei als Verfahren die Materialextrusion von Beton bzw. betonähnlichem Material zum Einsatz kommt, spricht man auch von Contour Crafting. 3D-Druck im Bauwesen wird auch für zukünftige Projekte im All in Betracht gezogen.

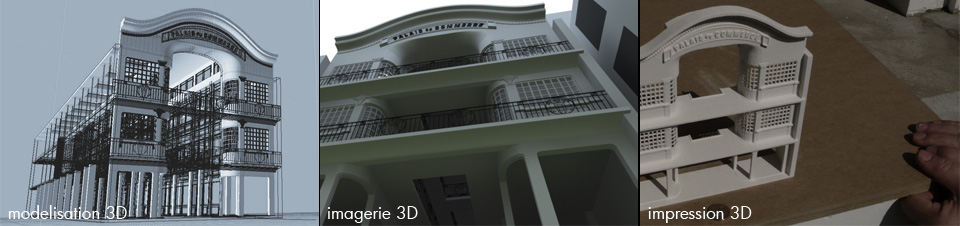
Eine Konstruktion, eine Visualisierung und ein 3D-gedrucktes Modell der Fassade des Pariser Palais du Commerce

In der Architektur werden Additive Fertigungsverfahren eingesetzt, um Architekturmodelle zu erzeugen und Bauherren eine Vorstellung von den Details des Entwurfs zu geben.

### Künstliche Umgebungen
Für ihre Mars-Simulation CHAPEA hatte die NASA am Johnson Space Center mit einem Großformat-3D-Drucker der Firma ICON eine künstliche Umgebung erstellen lassen. Damit sollten Erfahrungen repliziert werden, welche Astronauten auf der Marsoberfläche erwarten können. Das Experiment war für die Teilnehmer im Juli 2024 zu Ende.

### Bildungswesen
In Großbritannien wurden 2013 mehrere Schulen mit einem 3D-Drucker ausgestattet.
Auch in Deutschland werden 3D-Drucker an Schulen eingesetzt.

### Gesundheitsversorgung
In der Gesundheitsversorgung findet die Additive Fertigung in vielfältiger Weise Anwendung. Zu den Einsatzgebieten zählen die Medizintechnik, das Bioprinting und die Zahntechnik. Darüber hinaus finden die Verfahren Anwendung bei der Herstellung von Brillen und von Hörgeräten.

#### Hörgerätetechnik
Die Hörgerätetechnik nimmt eine Vorreiterrolle beim Einsatz von additiven Fertigungsverfahren im Bereich des Rapid Manufacturing ein. Seit etwa 2003 ersetzt der 3D-Druck die traditionelle Herstellungsweise. Die Technologie hat sich in dem Feld rasend schnell etabliert, binnen 2 Jahre wurden mehr als 40 % Weltproduktion von Otoplastiken additiv gefertigt. Die zentrale Anwendung ist dabei die Herstellung von Formpassstücken (Otoplastiken und Schalen) für Hörgeräte und damit ein Kunden-individuelles Produkt in der Serienproduktion. Der grundlegende Vorteil ist, dass der hohe handwerkliche Aufwand der traditionellen Herstellung automatisiert wird und somit Zeit gespart und viele Fehlerquellen vermieden werden, was letztendlich zu einer höheren Passungsgenauigkeit im Ohr des Patienten führt. Zusätzlich dazu ermöglichen die 3D-Druck-Verfahren ein neuartiges Design, welches traditionell nicht herstellbar ist. Es können spezielle Kanäle im Bereich der Ohrmuschel in die Otoplastik konstruiert werden, die die Belüftung verbessern und die Rückkopplungsneigung des Gerätes verringern. Als Material kommen im Wesentlichen biokompatible Harze zum Einsatz.

#### Dentaltechnik
In der Dentaltechnik werden schon seit einigen Jahren Brücken und Kronen aus Cobalt-Chrom-Legierungen direkt additiv gefertigt. Zusätzlich dazu finden 3D-Druck-Verfahren Anwendung in der Fertigung von Schienen, Schablonen, Abdrucklöffel oder in der Herstellung von Wachsgussformen zur indirekten Herstellung von Zahnersatz. Unter den eingesetzten Materialien finden sich Polymere, Keramiken und Hybridmaterialien, welche überwiegend mit den Verfahren Pulverbettfügen von Metallen mittels Laserstrahl und Badbasierte Photopolymerisation mittels UV-Licht verarbeitet werden.

#### Endoprothetik
In der Endoprothetik werden unter anderem Knie-, Hüft- und Bandscheibenimplantate aus Titanlegierungen produziert, genauso wie individuelle Schädelplatten. Darüber hinaus werden auch Bohrschablonen als Hilfsmittel für die Chirurgen während der Operation hergestellt. Besondere Vorteile die der 3D-Druck bietet sind individuelle Implantate, die auf 3D-CT oder 3D-MRT-Scans des menschlichen Knochens basieren. Weitere Vorteile bieten Oberflächen des Implantats mit Knochenkontakt, die mit porösen Strukturen gefertigt werden, welche darauf optimiert sind, dass sich neue Zellen bilden und das Verwachsen des Knochens mit dem Implantat um einer Prothesenlockerung entgegenzuwirken.

#### Medizinische Hilfsmittel
Im Bereich der medizinischen Hilfsmittel werden mittels 3D-Druck sowohl externe Prothesen als auch Orthesen hergestellt. Außerdem werden auch noch Schienen und orthopädische Schuheinlagen additiv gefertigt. Zu den Vorteilen zählen optimierte mechanische Eigenschaften und spezielle Körperverträglichkeit (z. B. Hautverträglichkeit). Besondere Entwicklungen bieten Vorteile durch nachhaltige Materialien, wie solche die auf Rizinusöl basieren.

#### Medizinische Ausbildung
In der medizinische Ausbildung und der Operationsvorbereitung wird der 3D-Druck eingesetzt um Anschauungsobjekte z. B. von Organen und anatomische Modelle herzustellen. Außerdem ermöglichen die Verfahren das Erzeugen von Modellen auf Basis realer Patientendaten für die medizinische Ausbildung, die Operationsvorbereitung und zur Unterstützung der Diagnostik. Als Materialien kommen hier vor allem Gips und Kunststoff zum Einsatz.

#### Medizinische Geräte
Bei medizinischen Geräten findet der 3D-Druck in unterschiedlichster Form Anwendung. Dies ist zum Teil in Form von Komponenten, die in Therapiegeräten verbaut sind und von außen nicht erkennbar sind, wie ein strömungsoptimierter Luftverteiler im Handstück eines Therapiegerätes. Die Teile werden in Serienproduktion über mehrere Jahre hergestellt. Stückzahlen von mehr als 50.000 Teilen werden dabei in einigen Fällen erreicht. In solchen Fällen werden in einem Fertigungslauf gleich größere Stückzahlen, wie 300 Teile, produziert. Vorteile liefert der 3D-Druck hier bei Designoptimierungen, z. B. in dem zwei Teile eingespart werden und dadurch eine Einsparung in der folgenden Herstellungskette durch die Halbierung der Montagezeit erzielt wird. Oder durch strömungsoptimierte Kanäle und Integration von Funktionen, wie Kabelkanäle, die zu kleineren Bauformen und geringerem Gewicht führen. Das Entfallen der Werkzeugkosten führt dazu, dass die Herstellung mittels 3D-Druck auch schon bei kleinen Stückzahlen wirtschaftlich ist. Das Einsparen von Entwicklungszeit für Werkzeugen, gegenüber dem Spritzguss beschleunigt den gesamten Entwicklungsprozess und den Markteintritt.

#### Sehhilfen
Bei Brillen (Augenoptik) gibt es bereits auch einige Anwendungsfälle, in denen 3D-Druck in medizinischer Hinsicht Vorteile bietet. Beispielsweise werden an die Kopfform des Trägers angepasstes Gestelle der Brille produziert, indem zunächst der Kopf über Kameras eingescannt wird und das Gestell darauf modelliert wird. Anschließend wird das individuelle Brillengestell für den Kunden hergestellt. In anderen Fällen werden Brillengläser mit integrierten Wellenleitern hergestellt, welche Augmented-Reality-Funktionen ermöglichen. Weitere Vorteile ergeben sich, indem die Überproduktion dadurch verringert wird, dass Brillengestelle nur noch auf Bestellung für die Käufer hergestellt werden oder nachhaltige Materialien, basierend auf Rizinusöl, für die Herstellung eingesetzt werden. 2020 prognostizierte das Marktforschungsunternehmen SmarTech Analysis für den 3D-Druck im Brillengeschäft ein jährliches Wachstum von 20 %, inklusive Sportbrillen und Smart-Brillen.

#### Bioprinting

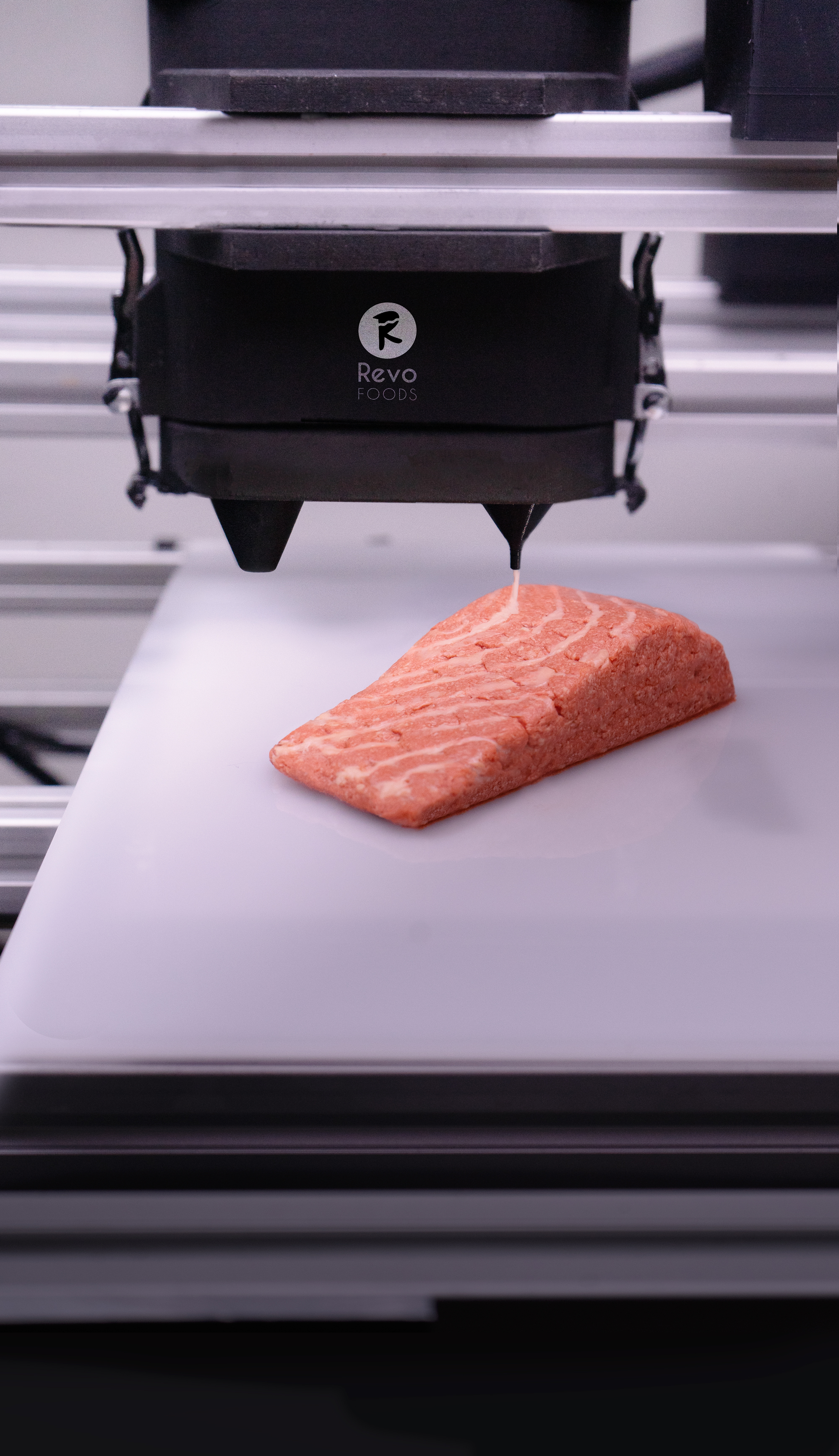
3D Lebensmitteldruckverfahren zur Herstellung von pflanzlichen Fisch-Alternativen

Der Bereich des Bioprinting ist (Stand 2023) geprägt von intensiver Forschung und Entwicklung. Es wird an Anwendungen geforscht, um verletzte Organe direkt im Körper zu reparieren oder Ersatzorgane herzustellen. Des Weiteren werden mittels 3D-Druck organisches Material als Forschungsobjekte hergestellt, welche Tierversuche in solchen Fällen ersetzen sollen. Konkret wird daran geforscht, mit 3D-Druck Isulationskammern zu produzieren, welche zur Ansiedlung von Zellen dienen und die bei der Reparatur von Weichteilverletzungen unter die Haut implantiert werden. Vorteile bieten sich, unabhängig von Organspenden zu werden und minimalinvasive Eingriffe zu ermöglichen, sowie komplexe Wunden zu schließen.

### Lebensmittel-Industrie
3D-Lebensmitteldruck wird für eine Vielzahl an Lebensmittelanwendungen entwickelt, etwa für die Herstellung von weichen Nahrungsmitteln für Dysphagie-Patienten, für komplexe Strukturen/Formen sowie für pflanzliche Fleisch-Alternativen. Der 3D-Druck von unterschiedlichen Materialien ermöglicht hier neue Materialeigenschaften, welche durch die konventionelle Lebensmitteltechnologie oft nicht realisiert werden können.

### Verteidigung
Im Rahmen der Ukraine Defense Contact Group („Ramstein-Format“) am 19. März 2024 wurden der Ukraine neben Artilleriemunition, gepanzerten Gefechtsfahrzeugen und anderen Gegenständen auch mobile 3D-Großdrucker zugesagt, um sie bei der Ersatzteilversorgung zu unterstützen.

## Normen und Richtlinien
Zu den additiven Fertigungsverfahren erstellt der VDI eine ganze Richtlinienfamilie (VDI 3405). Einige der VDI-Richtlinien wurden bereits von der VDI-Gesellschaft Produktion und Logistik (GPL) veröffentlicht, wie VDI 3405 Blatt 1.1 zur Qualifizierung von Pulvern für das Lasersintern von Kunststoffbauteilen (Polyamid 12/PA12), VDI 3405 Blatt 2.2 Materialkenndatenblatt für das Laserstrahlschmelzen von Bauteilen aus Nickellegierung (Inconel 718) oder VDI 3405 Blatt 2.3 zu Vorgehensweisen, Methoden und relevanten Kenngrößen zur Charakterisierung von Metallpulver. Zahlreiche andere Richtlinien befinden sich im Entwicklungsstadium oder es werden noch Projekte dazu durchgeführt.
Das DIN hat am 13. Juli 2018 den Normenausschuss „Fachbereichsbeirat Additive Fertigungsverfahren“ im DIN-Normenausschuss Werkstofftechnologie gegründet, um die bisherige Arbeit in internationalen Ausschüssen der ISO und ASTM International im Bereich additive Fertigung zu stärken. So wurden bisher diverse internationale Normen ausgearbeitet, die sich mit dem Thema 3D-Druck befassen.
Am 18. November 2019 wurde mit der DIN SPEC 17071 ein Leitfaden für qualitätsgesicherte Prozesse erstellt, der einheitliche Anforderungen an die additive Fertigung definiert. Dabei werden „alle qualitätsrelevanten Punkte wie die Mitarbeiter, die Dokumentation der Arbeitsschritte, die Infrastruktur und die Qualifizierung von Anlagen, Materialien und Prozessen“ in die Betrachtung einbezogen. Dadurch soll es auch kleinen und mittleren Unternehmen ermöglicht werden, „eine risikominimierte, industrielle Fertigungsreife aufzubauen“.

## Dateischnittstellen

### 3D-Dateiformate
Die Übergabe der 3D-Modelle von CAD zu 3D-Druck CAM findet meist über die STL-Schnittstelle statt. Da diese lediglich Informationen über die Geometriedarstellung abbildet, werden alternativ auch andere Dateiformate verwendet, um zusätzliche Informationen auszutauschen. Die Formate VRML und OBJ speichern zusätzlich zur Geometrie noch Farbinformationen. Das in der Norm ISO/ASTM 52915 definierte AMF-Format geht noch weiter und kann allgemeine Informationen wie Materialeigenschaften abbilden und erlaubt darüber hinaus die Möglichkeit, gekrümmte Flächen zu speichern. Das jüngste gängige Format ist das 3MF-Format, auch dieses speichert Informationen zusätzlich zu den Geometrieinformationen. Das in der Norm ISO/ASTM 52915-16 definierte Format wurde vor allem bekannt durch die Einführung von Microsoft in seinem Betriebssystem Windows 8.1.

### Schichtdateiformate

Umwandlung eines 3D-Modells in einen druckbaren Gegenstand

Da die 3D-Druckverfahren schichtweise arbeiten, müssen die 3D-Konstruktionsmodelle für den Fertigungsprozess in Schnittkonturen zerlegt werden. Neben einer Vielzahl an proprietären Dateiformaten unterschiedlicher Anlagenhersteller, werden für den Austausch der Schichtinformationen die beiden Dateiformate CLI und SLC verwendet. Diese Dateien können im einfachsten Fall lediglich die Beschreibung der Konturen für jede Schicht enthalten oder aber darüber hinaus bereits Informationen zum Fertigungsprozess. Am ausgeprägtesten ist dies beim G-Code, der in einer speziellen Ausprägung im Bereich des Fused Layer Modeling eingesetzt wird.

## Besonderheiten einer 3D-Konstruktion
Die Konstruktionsmöglichkeiten hinsichtlich Geometriefreiheit und Leistungsfähigkeit der Bauteile (z. B. mechanische Belastbarkeit), wahlweise auch erweitert um einen Leichtbauansatz oder eine Funktionsintegration, machen es wenig sinnvoll, eine konventionelle Konstruktion 1:1 mittels 3D-Druck herzustellen. Hier werden Begriffe wie „verfahrensgerechtes Konstruieren“ oder „Design for Additive Manufacturing“ (DfAM) verwendet.
Verfahrensgerechtes Konstruieren zielt auf drei Kernfelder ab:
- digitale Geometrien mit Leichtbaupotential,[117] Funktionsintegration und höherwertigen Leistungsmerkmalen.
- digitale Strukturen (bionische Konstruktionen,[118] selektive Dichten, Waben, Knoten, Gitter etc.).
- digitale Materialien (neue Legierungen und Additive führen zu verbesserten Materialeigenschaften).

Ausgangsbasis ist eine CAD/CAX-Konstruktion, als Teil einer digitalen Prozesskette.
Ebenso sind hybride Ansätze aktuell Themen der Konstruktion. Beispiele sind Bauteile, die eine konventionell gefertigte Komponente aufweisen (als Gussteil oder als Zerspanungsteil), auf die eine 3D-Druck-Komponente aufgebracht wird. Die konventionelle Komponente wird unter Zeit- und Kostenaspekten für eine einfache Geometrie gewählt. Die 3D-Druck-Komponente ist dann die komplexere Geometrie (z. B. mit integrierten Kühlmittelkanälen). Ein Beispiel dafür ist die Schneidplattenbohrer QTD-Serie von Mapal.

## Diskurs und Auswirkungen
Laut einer 2017 durchgeführten Umfrage des Digitalverbands Bitkom hat knapp jeder fünfte Bundesbürger (18 %) schon selbst einmal einen 3D-Druck angefertigt oder anfertigen lassen. Die meisten taten dies bei einem Dienstleister (9 %). 5 Prozent druckten auf einem eigenen 3D-Drucker, weitere 3 Prozent fertigten den 3D-Druck an ihrem Arbeitsplatz an. Eine weitere Studie aus dem Jahr 2017 erachtete es als unwahrscheinlich, dass innerhalb der nächsten 10 Jahre 3D-Drucker großflächig zu Hause genutzt werden. Stattdessen werden sich 3D-Druck-Dienstleister zunehmend etablieren, die sowohl für Unternehmen als auch für Konsumenten 3D-Druckaufträge erfüllen.
In der Wissenschaft hat parallel zur technischen Weiterentwicklung und der zunehmenden Verbreitung von 3D-Druckverfahren eine Diskussion über die wirtschaftlichen und gesellschaftlichen Folgen dieser Entwicklung begonnen. Einige Forscher erwarten einschneidende Veränderungen im wirtschaftlichen Gefüge. Diese seien beispielsweise durch die Veränderung von Produktionsprozessen zu erwarten. Insbesondere ermöglichen es 3D-Druckverfahren Unternehmen, ihre Produkte in der Nähe ihrer Kunden zu fertigen, wodurch Lieferketten insgesamt agiler werden. Außerdem würden Innovationsprozesse deutlich beschleunigt. Einige britische Wissenschaftler sehen die Technik sogar als Grundlage für eine erneute sogenannte industrielle Revolution. Kritiker dieser Annahme, wie der Mathematiker Hartmut Schwandt von der Technischen Universität Berlin, halten dem entgegen, dass die Prozess- und Materialkosten bei der individuellen Fertigung wesentlich höher seien als bei der Massenfertigung. Aus diesem Grund hält er die Bezeichnung „industrielle Revolution“ für übertrieben.
Kritisiert wurde die Veröffentlichung von kostenlosen Bauplänen für den Druck einer Waffe im 3D-Verfahren durch Cody Wilson auf einer Internetseite. Diese waren für jeden zugänglich (Open-Source) und stellten Blueprints – also druckbereite Bauanleitungen – für den Eigenbedarf dar.
Die Problematik stellt schließlich die spielend leichte Beschaffung und Herstellung der Materialien und Anleitungen dar. Ein Missbrauch dieser Technologie benötigt zwar eine recht kostspielige Investition in einen 3D-Drucker, so ist jedoch die Beschaffung der Bauanleitungen binnen kurzem bewerkstelligt. In Amerika hat diese Möglichkeit des Missbrauches eine starke Kontroverse ausgelöst. Die Baupläne mussten auf Druck des US-Verteidigungsministeriums wegen des Vorwurfs des Verstoßes gegen Waffen-Exportvorschriften von der Internetseite entfernt werden.
In verschiedenen Video-Portalen wird der Gebrauch dieser „Printed-Guns“ demonstriert.
Ein weiteres Problem stellt die rechtliche Herangehensweise dar. So ist die Herstellung von gefährlichen Objekten zwar verboten, jedoch dürfte sich die rechtliche Verfolgung als schwierig erweisen.
Laut einer Studie des Instituts für ökologische Wirtschaftsforschung biete der mögliche Dezentralisierungstrend Chancen für Nachhaltigkeit. Die Studie kommt zu dem Ergebnis, dass wenn sich Netzwerke bilden, in denen Nutzer beginnen, zur Herstellung von Waren kollaborativ zusammenzuarbeiten, sich die bisher monopolisierte Welt der Produktion demokratisiere. Jedoch brauche es neue Protagonisten für Nachhaltigkeit, die die neuen Technologien so einsetzen, dass sie soziale und ökologische Vorteile erschließen. Die „Maker“-Bewegung, die auf Kreativität statt auf große Fabriken setzt, könnte eine wichtige Rolle spielen.
Die Möglichkeit, Formen digital zu verbreiten und zu reproduzieren, führt auch zu Diskussionen über zukünftige Lösungen für ein Urheberrecht und Patentrecht von 3D-Objekten. Nach Ansicht von Kritikern verhindern Patente zum Beispiel die Entwicklung von Metall-3D-Druckern auf Basis der SLS-Technologie. Insbesondere Design, Architektur und Kunst könnten davon betroffen sein.
Die deutsche Expertenkommission Forschung und Innovation verwies im Jahr 2015 darauf, dass „additive Fertigung die industrielle Produktion“ in Deutschland stärken kann, „sie empfiehlt, die Rahmenbedingungen für AF zu überprüfen und die Forschung in diesem Bereich systematischer als bisher zu fördern“.

## Sicherheit und Arbeitsschutz
Mögliche Emissionen aus 3D-Druckern und dadurch verursachte Gesundheitsbelastungen für Beschäftigte sind im Arbeitsschutz noch wenig erforscht. Erste Ergebnisse von Messungen im Produktionsbereich und an büroähnlichen Arbeitsplätzen zeigen, dass die inhalative Exposition gegenüber pulverförmigen Materialien unterhalb der Arbeitsplatzgrenzwerte (AGW) liegen können, sofern man staubmindernde Maßnahmen ergreift (Absaugung an der Entstehungsstelle, Kapselung). Die Ergebnisse von Staubmessungen entlang einer beispielhaften Prozesskette für das Laserstrahl-Schmelzen von Metallen lagen unter den AGW für A-Staub und für E-Staub.
Es hat sich bei der Untersuchung zur inhalativen Exposition gegenüber Gefahrstoffen bei Laserstrahl-Schweißanlagen ergeben, dass die Konzentration von A-Staub und E-Staub nur in wenigen Fällen über dem Beurteilungsmaßstab (Maximale Arbeitsplatz-Konzentration der Deutschen Forschungsgemeinschaft) lagen. Untersucht wurden Anlagen zur additiven Fertigung, bei denen pulverförmige legierte Stähle und verschiedene pulverförmige Legierungen auf Basis von Nickel, Aluminium, Titan und Kupfer eingesetzt wurden.
Bei der Untersuchung eines kommerziell erhältlichen Tischgeräts in einer Prüfkammer lagen die Messwerte der Stoffe aus der Gruppe der flüchtigen organischen Verbindungen (VOC) und der Aldehyde alle unter dem Innenraumrichtwert I (RW I) oder unter dem entsprechenden Leitwert 1. Kunststoffe wie Polyethylenterephthalat (PET) oder Polylactide (PLA), die bei etwa 210 °C verarbeitet werden, emittieren Teilchenzahlen im Bereich der ubiquitären Belastung. Acrylnitril-Butadien-Styrol (ABS) und Nylon, die eine Verarbeitungstemperatur von ungefähr 250 °C erfordern, emittierten in dem Bereich, der an einer mehrspurigen Straße zu finden ist. Insgesamt lagen alle Partikelmesswerte unter dem Wert für die Vergabegrundlage für den Blauen Engel RAL UZ 205 „Bürogeräte mit Druckfunktion“.
Generell muss beim Einsatz von 3D-Druckern auf ausreichende Belüftung und staubarmes Arbeiten geachtet werden. Zudem sollten sich 3D-Drucker in einem separaten Raum befinden, und man muss die jeweils zulässige maximale Erhitzungstemperatur einhalten.
Der Einsatz von 3D-Druckern in ausreichend belüfteten Räumen führt jedoch zu großen Temperaturunterschieden der einzelnen Filamentschichten. Infolgedessen kommt es bei einigen Kunststoffen wie ABS und Polycarbonat zu einem Materialverzug (auch Warping genannt). Darüber hinaus können sich die während des Schmelzvorgangs freigesetzten Partikel im Raum verteilen und an Oberflächen absetzen. Besondere Umsicht verlangt der Umgang mit 3D-Tischdruckern in Schulen. Bei Metallpulvern ist zusätzlich der Explosionsschutz zu beachten.
Ein 3D-Druckergehäuse kann dabei helfen, die Emissionen, von denen einer Studie zufolge ein gewisses Gesundheitsrisiko ausgeht, zu senken. Es gibt jedoch kaum Hersteller, die 3D-Druckergehäuse für private Einsatzzwecke anbieten. Die Firma PCPointer hat basierend auf mechanische Komponenten der MISUMI Europa GmbH ein Projekt zum Bau eines professionellen DIY-3D-Druckergehäuses für private Zwecke vorgestellt, das mit einem Filtersystem bestehend aus einem Carbon- und HEPA-Filter ausgestattet ist.
Einen Überblick über die Auswirkungen des 3D-Drucks auf die Umwelt allgemein liefert ein Trendbericht des Umweltbundesamtes.

## Arbeitswelt

### Berufe in der additiven Fertigung
Es existiert kein Beruf, der speziell auf eine Tätigkeit im Bereich der additiven Fertigung vorbereiten würde. Allerdings gibt es zahlreiche Berufsausbildungen, in denen Inhalte zur additiven Fertigung vermittelt werden. Darüber hinaus gibt es zahlreiche Weiterbildungsangebote von unterschiedlichen Institutionen, Fachkenntnisse im 3D-Druck in der Weiterbildung mit und ohne Zertifikat zu erwerben. Auch manche allgemeinbildenden Schulen führen Schülerinnen und Schüler in den Bereich des 3D-Drucks ein. Unternehmen wie Fabmaker und MakerBot haben dazu spezielle Lernangebote entwickelt. Auch in FabLabs oder sogar an Bibliotheken wie in Köln gibt es die Möglichkeit, niedrigschwellig in den 3D-Druck einsteigen zu können.

#### Ausbildungsberufe mit additiver Fertigung
Bisher gibt es keinen eigenen Ausbildungsberuf zum 3D-Drucker oder zur 3D-Druckerin. Es gibt aber einige Ausbildungsberufe, in die Inhalte zur additiven Fertigung eingegangen sind.
In den Ausbildungsordnungen und Ausbildungsrahmenplänen von den folgenden Berufen kommt additive Fertigung vor: Produktionstechnologe/-in, Technische/-r Modellbauer/-in, Technische/-r Produktdesigner/-in, Gießereimechaniker/-in, Graveur/in und Metallbildner/in, sowie seit 2022 (siehe BGBl. I S. 589) auch bei den Zahntechnikern und Zahntechnikerinnen.
Bei der 2018 erfolgten Modernisierung der industriellen Metallberufe Anlagen-, Industrie-, Konstruktions-, Werkzeug- sowie Zerspanungsmechaniker/-in und bei den Mechatronikern und Mechatronikerinnen wurden additive Fertigungsverfahren als optionale Zusatzqualifikationen – neben System- und Prozessintegration – eingeführt, diese können zwischen den Auszubildenden und den Unternehmen vereinbart werden.

#### Weiterbildung für die additive Fertigung
Das Angebot an Weiterbildung für additive Fertigungsverfahren ist vielfältig und nahezu unüberschaubar (Stand Februar 2023). Es wendet sich sowohl an Entscheider in Unternehmen zur Einführung additiver Fertigung im Betrieb als auch an zu qualifizierendes Personal an 3D-Druckern und Anlagen. Anbieter sind z. B. Fraunhofer-Institute, Verbände wie der DVS, TÜV, VDI, IHK Akademien, Hochschulen etc. Die Formate reichen von Seminaren über Lehrgänge und Zertifikatskurse – z. B. von der Hochschule Coburg – bis zum berufsbegleitenden Fernstudium wie z. B. von der Hochschule Schmalkalden. Der VDMA hat eine umfassende Liste von deutschlandweiten Weiterbildungsangeboten von Bildungseinrichtungen, Hochschulen und Instituten erstellt. In Weiterbildungsmaßnahmen vermittelte Inhalte sind vor allem Anlagen-, Verfahrens- und Materialkenntnisse, Umwelt- und Arbeitsschutz. Für die Qualifizierungen wurden vor allem Hersteller- und Softwareschulungen sowie Learning by Doing und Anlernen durch erfahrene Mitarbeiter genutzt.

#### Studiengänge mit additiver Fertigung an Hochschulen und Universitäten
Während sich in anderen technologischen Bereichen Qualifikationen und Kompetenzen bei der Einführung neuer Technologien zuerst in betrieblichen Anpassungsqualifizierungen durchsetzen und es erst zuletzt zu einer Akademisierung für die jeweilige Technologie kommt, hat sich die Vermittlung von Kompetenzen für die additive Fertigung zuerst im Bereich der Hochschulen und Universitäten niedergeschlagen.
Dabei gibt es gewöhnlich keinen eigenen Studiengang nur für die additive Fertigung, sondern additive Fertigung ist als Teil verschiedener Studiengänge in Bereichen wie Werkstofftechnik, Fertigungstechnik, Maschinenbau und Mechatronik, Lasertechnik, Anlagenbau, Konstruktionstechnik/CAD etc. in diese integriert. Forschungen für die additive Fertigung an Hochschulen führen auch zu Ausgründungen wie zum Beispiel im Falle der Lithoz GmbH – den Erfindern der LCM-Technologie –, die als Spin-off der TU Wien entstanden ist.

### Auswirkungen auf Unternehmen und Beschäftigte

#### Neue Geschäftsmodelle in der additiven Fertigung
2016 hat die Deutsche Akademie der Technikwissenschaften (acatech) bei Unternehmen im Bereich der additiven Fertigung verschiedene Rollen in Wertschöpfungsnetzwerken und Geschäftsmodelle identifiziert. Neben z. B. Forschung, Standardisierungsgremien und Informationsplattformen werden folgende Funktionen genannt: Werkstoffhersteller, Komponentenhersteller, Hersteller von Messtechnik, Maschinenhersteller, Anbieter von Software zur Datenaufbereitung, Onlineshop-Betreiber, Dienstleister, Vermittler, Technologieanwender.
Man könnte auch eine grobe Einteilung nach drei Funktionen vornehmen: Herstellung von Anlagen und Software, Aktivitäten im Bereich Handel sowie Anwendung von additiver Fertigung – also Produktion. In
der Praxis vermischen sich diese Funktionen oft und die Unternehmen üben verschiedene Rollen gleichzeitig aus. Dadurch findet man differenzierte Strukturen mit einer Kombination aus Verfahren, Prozessketten und Geschäftsmodellen vor. Dazu gehören beispielsweise konventionelle Produktionsunternehmen, welche für Partnerunternehmen als 3D-Druck-Dienstleistungen erbringen, von konventionellen Produktionsunternehmen ausgelagerte 3D-Druck-Abteilungen als konzerninterne Dienstleister oder als Dienstleister für andere Unternehmen, Maschinenhersteller – die gleichzeitig Material und Know-how verkaufen, Unternehmen – die lediglich Produktionskapazitäten vermitteln und Dienstleister, die nicht nur produzieren, sondern zusätzlich Beratung anbieten; außerdem Marktplätze und Portale mit Spezifizierungsmöglichkeiten für 3D-Konstruktionsdatensätze und Produktion.

#### Auswirkungen auf die Qualifikationen und Beschäftigung
Berufe von Beschäftigten in der additiven Fertigung sind unter anderem Maschinenbau-, Werkstoff- und Wirtschaftsingenieure und -ingenieurinnen zum Beispiel in Bereichen wie Konstruktion, Design und Verfahrens-, Fertigungs- und Produktionstechnik, Industriemechaniker/-innen, Techniker/-innen, Modellbauer/-innen, Produktdesigner/-innen und Konstrukteure etc., aber auch Elektroniker/-innen.
Für einfachere Tätigkeiten – wie zum Beispiel zum Entpacken – können auch Branchenfremde oder Quereinsteiger/-innen beschäftigt sein, die bestimmte gestalterische oder manuelle, handwerkliche Fähigkeiten mitbringen. Neben der Kenntnis über additive Verfahren sind Kenntnisse in Werkstoffkunde, Funktionsverständnis (Prozessdenken) und technisches Verständnis – wie Teile „gebaut“ werden –, Verständnis für Komplexität, aber auch Teamfähigkeit, Flexibilität und persönliche Motivation erwünscht.

#### Auswirkungen additiver Fertigung auf die Betriebsorganisation
Die hohen Kosten für die Anlagen in der additiven Fertigung führen zum Teil dazu, dass Unternehmen dazu neigen, ihre 3D-Drucker zur besseren Auslastung auch über die Wochenenden und über Nacht laufen zu lassen. Durch die dadurch verursachte besondere Taktung entsteht der Bedarf nach Schicht- und Wochenendarbeit oder Rufbereitschaft. Möglicherweise ergeben sich flachere Hierarchien im Vergleich zu Unternehmen ohne additive Fertigung, über den Bedarf an Ingenieurinnen und Ingenieuren konnten keine eindeutigen Aussagen getroffen werden. Durch die Automatisierung der Prozesse werden einfachere Tätigkeiten – wie das Entpacken – substituiert und der Bedarf an Geringqualifizierten nimmt ab, andererseits können durch Qualifizierungsmöglichkeiten unmittelbar an den Anlagen auch geringqualifizierte Mitarbeiterinnen und Mitarbeiter einfacher angelernt werden.

## Entwicklung der Wettbewerbsfähigkeit
Im Rahmen der Industrie 4.0 ist die Verknüpfung von Digitalisierung und 3D-Druck ein weiterer Meilenstein, der die Produktion erneut revolutionieren wird.
Die jüngste Entwicklung zur Verbesserung der Aufbaugeschwindigkeiten ist die Multilaser-Technik, bei der 2, 4 oder mehr Laserquellen die Belichtung ausführen. Wesentlich für die Qualität des Bauteils ist jedoch nicht nur der rein quantitative Ansatz, sondern auch die Fehlerrate bei der Produktion. Hier spielen verschiedene Faktoren eine Rolle.
Zur Veranschaulichung ein Vergleich der Aufbauraten des pulverbettbasierten Schmelzens von Metall mittels Laserstrahl, so wie sie von der Unternehmensberatung Roland Berger 2013 erwartet wurden:
- Jahr 2013 – 10 cm³/h
- Jahr 2018 – 40 cm³/h
- Jahr 2023 – 80 cm³/h

Es ergeben sich, bedingt durch den technischen Fortschritt, ansteigende Losgrößen, die wirtschaftlich gefertigt werden können. Die Lebenszykluskosten (z. B. für Werkzeugbereitstellung und -pflege) können sinken und die Fertigungsprozesse werden sicherer.
Die additive Fertigung verringert außerdem den Produktionsabfall und kann Hersteller so bei der Verwirklichung ihrer Nachhaltigkeitsziele unterstützen.
Inzwischen (Stand Februar 2023) wird die von Roland Berger prognostizierte Aufbaurate bei Polymer-Verfahren durch neue additive Technologien um mehr als das 30-fache übertroffen: Das Freistrahl-Materialauftrag-Verfahren Vision-Controlled Jetting (VCJ) von Inkbit erreicht eine Aufbaurate von 2,75 l, also 2.750 cm³/h.
Die Entscheidung, ob Bauteile durch konventionelle urformende, subtraktive, umformende Verfahren oder digitale additive Fertigungsverfahren erzeugt werden, hängt in jedem Einzelfall davon ab, ob das Bauteil in additiver Fertigung besser, leistungsfähiger, leichter ist und kostengünstiger hergestellt werden kann sowie – falls erforderlich – schneller zur Verfügung steht.

## Rundfunkberichte
- Arndt Reuning: Additive Fertigung auf der Baustelle – Komm, wir drucken uns ein Haus!, Deutschlandfunk – „Wissenschaft im Brennpunkt“ vom 6. Mai 2018

## Podcasts
Folgende Podcasts behandeln insgesamt das Thema 3D-Druck und Additive Fertigung
- Druckwelle: Der Podcast legt seinen Schwerpunkt auf den industriellen Anwendungsbereich. Host Stefan Asche interviewt Gäste aus der Additiven Fertigung-Branche. Die Podcastfolgen werden begleitet von Artikeln in der Print-Zeitung VDI-Nachrichten und online auf ingenieur.de. Herausgegeben wird der Podcast seit 3. September 2020 von der VDI Verlag GmbH.[171]
- 3D-Druck Podcast: Der Podcast behandelt vielfältige Themen rund um den 3D-Druck, adressiert auch eher professionelle Anwender. Host Johannes Lutz interviewt unterschiedliche Gäste seit 1. Januar 2019[172]